# Brønshøj Boldklub
Il Brønshøj BK è un club calcistico danese fondato nel 1919 che milita nella 1. Division danese, ma nel passato ha partecipato in più occasioni al massimo campionato danese.

## Palmarès

### Competizioni nazionali
- 1. Division: 1

1961
- 2. Division: 1

2009-2010

### Altri piazzamenti
- Coppa di Danimarca:

Semifinalista: 1957-1958, 1960-1961